# Gilkeya compacta
Gilkeya compacta är en svampart som först beskrevs av Harkn., och fick sitt nu gällande namn av M.E. Sm. & Trappe 2007. Gilkeya compacta ingår i släktet Gilkeya och familjen Pyronemataceae.   Inga underarter finns listade i Catalogue of Life.